# Damouré Zika
Damouré Zika (ong. 1923 - 6 april 2009) was een Nigerees medicijnman, radiomaker en filmacteur.
Zika was afkomstig uit een familie van traditionele genezers bij de Songhai, nabij Ayorou aan de rivier de Niger in het westen van Niger. Ook Zika werd genezer. Hij leerde de Franse etnograaf en filmmaker Jean Rouch kennen en trad op in zijn films. Zika was zo een van de eerste Nigerese acteurs. De films werden met de tijd minder documentair en etnografisch en meer verhalend van aard.
Zika werd later gediplomeerd arts en opende een kliniek in het district Lamordé. Hij was ook vele jaren radiomaker bij Radio Voix du Sahel, de nationale radio van Niger.

## Belangrijkste films
- Jaguar (gefilmd in 1954-55, uitg. met geluid 1969): acteur, muziek, uitgever
- Petit à petit (1971): acteur
- Cocorico Monsieur Poulet (1974): acteur

- Biblioteca Nacional de España: XX5099543
- Bibliothèque nationale de France: cb14062993r (data)
- Gemeinsame Normdatei: 1062086449
- International Standard Name Identifier: 0000 0001 2022 0535
- Library of Congress Control Number: n83040613
- Nederlandse Thesaurus van Auteursnamen: 299623386
- Système universitaire de documentation: 076504417
- Virtual International Authority File: 19885177
- WorldCat: E39PBJxrR9VFHDrFthM3DVyw4q